# Ragazzi tocca a noi/Cobra
Ragazzi tocca a noi / Cobra è il nono singolo su 7" de I Califfi pubblicato nel 1970 dalla Compagnia Generale del Disco.

## Tracce
Lato A
1. Ragazzi tocca a noi (Alberto Ciambricco, Franco Boldrini, Mario Casacci)

Lato B
1. Cobra (Alberto Ciambricco, Franco Boldrini, Mario Casacci, Moreno Signorini)